# Rio Georgina
O rio Georgina é um importante rio da Austrália, sendo o que se situa mais a noroeste dos três principais do Channel Country, na região ocidental de Queensland, e que ao confluir com o rio Diamantina forma o rio Warburton, que em anos extremamente húmidos alcança o lago Eyre.
O rio Georgina nasce da confluência de pequenos ribeiros numa ampla área do noroeste de Queensland e do Território do Norte superior. Entre estes rios inclui-se o rio Burke, que flui através da localidade de Boulia e é o principal da bacia, o próprio rio Georgina superior que nasce na meseta de Barkly a norte de Camooweal, o rio Ranken que nasce no extremo oriental do Território do Norte além do Tennant Creek, e o rio Sandover, que contrariamente aos restantes afluentes do lago Eyre flui na direção norte a partir da cordilheira MacDonnell até entrar no Georgina em anos muito húmidos perto de Urandangie.